# Patrick Pillay
Pour les articles homonymes, voir Pillay.
Patrick Georges Pillay est un politicien seychellois, président de l'Assemblée nationale des Seychelles de 2016 au 29 janvier 2018, date de sa démission.

## Biographie
Il a été ministre des Affaires étrangères, et ministre de la Santé. En 2010, il a été nommé résident au Haut-Commissaire au Royaume-Uni et le 27 septembre 2016, il est élu président de l'Assemblée nationale, et démissionne le 29 janvier 2018.